# Klara Heydebreck
Klara Heydebreck (* 16. Juli 1896 in Berlin; † 10. März 1969 ebenda) war eine deutsche Buchhalterin, deren Leben durch den Dokumentarfilm Nachrede auf Klara Heydebreck von Eberhard Fechner einem größeren Publikum bekannt wurde.

## Leben
Klara Gertrud Heydebreck wurde als jüngstes Kind eines Berliner Hausbesitzers geboren. Nach der Scheidung ihrer Eltern etwa 1900 lebte sie, gemeinsam mit ihren jüngsten Geschwistern, bis zu dessen Tod im Jahre 1907 beim Vater, danach bei der Mutter. Nach dem Tod des Vaters 1907 waren die finanziellen Verhältnisse eher bescheiden; da die Mutter keinen Beruf hatte und auch keine Rente bezog, mussten die bei ihr lebenden Kinder durch Berufstätigkeit möglichst früh ein eigenes Einkommen erwirtschaften. Dementsprechend beendete auch Klara 1910 trotz sehr guter Noten ihre Schulbildung nach der Volksschule und absolvierte eine Lehre als kaufmännische Angestellte, durch verschiedene Fortbildungskurse erweiterte sie im Laufe ihrer Berufstätigkeit aus eigenem Antrieb ihre Kenntnisse.
Nachdem die Geschwister geheiratet und eigene Familien gegründet hatten, lebte Klara weiterhin zusammen mit ihrer Mutter, seit 1911 in einer Ein-Zimmer-Wohnung in der Grüntaler Straße in Berlin-Wedding, in der sie bis zu ihrem Tod wohnen sollte. Von ihren Geschwistern wurde sie oft als „sitzengebliebenes Fräulein“ verspottet und gedrängt, doch zu heiraten und eine Familie zu gründen. Trotz einer kurzfristigen Beziehung blieb sie jedoch ledig und lebte nach dem Tod ihrer Mutter alleine.
Auffallend war für ihr amusisches Umfeld Klaras ausgeprägtes kulturelles Interesse: Neben Musik (sie besuchte Konzerte und sang selbst im Berliner Volks-Chor) interessierte sie sich für Kunst, sie besuchte Ausstellungen, nahm Zeichenunterricht, las viel und absolvierte Kurse der Volkshochschule z. B. für Fremdsprachen. Bei ihrer Familie fand sie jedoch kein Verständnis für diese Beschäftigung, lediglich eine Freundin, die mit ihr im Chor sang, teilte sie. Während des Dritten Reiches war Klara Mitglied der NS-Frauenschaft, trat jedoch nicht weiter politisch in Erscheinung. Evangelisch getauft und konfirmiert, trat sie später aus der Kirche aus, 1931 aber wieder ein. Die Kriegszeit und die Nachkriegsjahre verbrachte sie in Berlin; Verwandte äußerten später, dass möglicherweise traumatische Erlebnisse in dieser Zeit zu ihrem damals beginnenden, als ungewöhnlich empfundenen Verhalten beigetragen haben könnten.
Wie bereits vor dem Krieg war ihre Berufstätigkeit durch mehrfache Arbeitslosigkeit unterbrochen, durch strenge Sparsamkeit schaffte sie es trotzdem, nicht nur ihr Auskommen zu finden, sondern auch Bedürftige zu unterstützen. Dennoch vereinsamte Klara zunehmend, der Kontakt zur Familie brach fast ganz ab, ihre Freundin aus der Vorkriegszeit und dem gemeinsamen Chorgesang konnte sie nach der deutschen Teilung und dem Bau der Berliner Mauer 1961 nicht mehr treffen, da diese in Ost-Berlin lebte; auch ihre kulturellen Interessen pflegte Klara Heydebreck schließlich immer weniger. Bei ihren Nachbarn im Haus galt sie als schrullige und abweisende Einzelgängerin, zu der niemand Kontakt hatte und die man nur vom Sehen kannte. Offenbar fühlte sie sich verfolgt und lehnte auch deshalb jeglichen Kontakt zur Außenwelt ab, litt aber andererseits sehr unter der Einsamkeit. Als ihr auch noch zunehmend gesundheitliche Probleme zu schaffen machten, beging Klara Heydebreck 1969 mit einer Überdosis Schlaftabletten Suizid.

## Dokumentarfilm
Für einen Dokumentarfilm zum Thema Selbstmord, für den er nach eigenen Angaben kein Drehbuch geschrieben hatte, sondern sich von den Rechercheergebnissen leiten lassen wollte, besuchte Eberhard Fechner die Berliner Polizei und griff zufällig den Todesfall Klara Heydebrecks unter mehreren an diesem Tag gemeldeten heraus. Er suchte Kontakt zu ihrer Familie, den Nachbarn und ehemaligen Arbeitskollegen sowie den mit ihrem Tod befassten Dienststellen. Die Familie überließ ihm den Nachlass Klara Heydebrecks; aus diesen Dokumenten und Interviews mit den Personen, die Klara gekannt hatten, entstand der Ende 1969 erstmals ausgestrahlte Dokumentarfilm Nachrede auf Klara Heydebreck: Blick auf ein unter- und fehleingeschätztes Leben.
Durch die Auswertung des Nachlasses und die Befragung des Umfelds konnten die sozialen und wirtschaftlichen Rahmenbedingungen einer Frau dargestellt werden, die sich dem herrschenden Frauenbild wohl nicht anpassen wollte, in ihrem Umfeld wegen ihrer kulturellen Interessen auf Unverständnis stieß und schließlich völlig vereinsamte. Die am Anfang des Films gestellte Frage, warum Klara ihr Leben beendet hatte, musste dabei offenbleiben, die Erzählungen des Umfelds lassen vermuten, dass entweder Einsamkeit oder die Furcht, ihr selbstständiges Leben aufgeben zu müssen, der Grund war.

## Film
- Nachrede auf Klara Heydebreck. Dokumentarfilm von Eberhard Fechner. NDR 1969 (online)